# AT2018cow
AT2018cowは、2018年6月16日（UT、以下日時は全て同様）にヘルクレス座の方角およそ2億光年の距離にある系外銀河CGCG 137-068の中とみられる位置で発見された、一般的な超新星の少なくとも10倍の明るさがある極めてエネルギーの高い突発天体である。AT2018cowを発見したのは、小惑星地球衝突最終警報システム（ATLAS、アトラス）チームで、ハワイに設置された50cm望遠鏡を使って検出した。AT2018cowは、発見が報告されるとすぐに世界中の天文学者から注目を集め、過去最大規模の全世界的な観測促進運動が展開された。
当初激変星ではないかと報告され、その後はIc型超新星のうち、スペクトル線が非常に拡幅しているものが分類されるIc-BL型超新星ではないかとされた。しかし、観測が進むにつれ、それらとは全く異なる特徴が明らかとなり、マグネターの誕生や特異な超新星、潮汐破壊現象など様々な説明が試みられている。

## 経過

### 発見・命名
AT2018cowは、ATLAS計画でハワイに設置された、口径50cmの特注ライトシュミット式望遠鏡を用いて、2018年6月16日の10時35分38秒（UT）から撮影した画像で、初めて検出された。発見時の明るさは、ATLAS望遠鏡のo（オレンジ）バンドで14.7等であった。位置は、ヘルクレス座の系外銀河CGCG 137-068に含まれるとみられる方向で、これを母銀河とすれば赤方偏移は0.014、標準的な宇宙論パラメータを採用すると、距離はおよそ2億光年と推定される。AT2018cowの出現位置は、CGCG 137-068の銀河核から約5.9秒離れた所で、この距離が正しいとすれば母銀河の中心からおよそ5,500光年離れた位置となる。
発見の報告からすぐ、この突発天体にはAT2018cowの名称が付与された。この命名規則は、国際天文学連合が2016年から、突発天体発見を報告する仕組みとしてTNS（Transient Name Server）を正式に組み込んだことで用いられているもので、超新星の命名と同様にしてAT（突発天体Astronomical Transientの略）で始まる名称が自動的に決まる。追観測によって超新星であることが判明すれば、SN名も付与される。発見者であるATLASグループ内での識別符号では、ATLAS18qqnとなっていた。
ATLASによる観測では、発見の3.95日前に同じ天域を撮影した、oバンドで限界等級20.2等の画像にAT2018cowは写っておらず、この4日間の内に急増光したとされた。また、ASAS-SNによる観測では、ATLASによる発見の1.3日前に、g（緑）バンドで限界等級18.9等でやはり検出されておらず、一方発見3日後には検出されており、この1.3日の間に4.2等級以上明るくなったことは間違いないとされる。

### 追観測
AT2018cowは、報告されるや否や世界中の天文学者の高い関心を集め、過去最大規模の観測促進運動が展開され、電子速報アストロノマーズテレグラム（Astronomer's Telegram、ATel）に寄せられたAT2018cowの観測報告は、2018年9月までに発見報告以外で58本に上った。

#### 可視光・近赤外線・近紫外線

##### 撮像・測光
発見後最も早く追観測を始めたのは、ラ・シヤ天文台のMPG/ESO望遠鏡のガンマ線バースト（GRB）残光観測装置GRONDで、1.7日後と2.8日後に観測を行っている。GRONDから僅かに遅れて、2018年6月18日にパロマー天文台の1.5m望遠鏡も観測を開始。6月19日には、ニール・ゲーレルス・スウィフトの紫外線/可視光望遠鏡UVOTが向けられた。ロケ・デ・ロス・ムチャーチョス天文台のリヴァプール望遠鏡の広視野カメラも、6月20日に観測を開始。リヴァプール望遠鏡やスウィフトも参加するGROWTH（Grobal Relay of Observatory Watching Transients Happen）観測網によって精力的な観測が行われたほか、キットピーク国立天文台の2.1m望遠鏡、メキシコ国立天文台のCOATLI望遠鏡とハロルド・ジョンソン望遠鏡、東京大学宇宙線研究所明野観測所のMITSuME望遠鏡なども観測を行っている。東広島天文台では6月21日から、かなた望遠鏡で観測を行っており、6月21日と7月10日の明るさを比較すると2等前後暗くなったとした。8月6日にはハッブル宇宙望遠鏡の広視野カメラ3もAT2018cowを観測し、近紫外線で19等前後まで減光したことを示した。
測光観測結果を総合すると、光度極大となったのは発見から1.5日後で、極大後は1日当たり0.05等から0.2等の割合で減光し、減光の速さは波長の短い（青い）光の方が波長の長い（赤い）光より速く、gバンドでは極大から15日で3等級程暗くなった。

##### 分光
分光観測は、2018年6月18日にリヴァプール望遠鏡で行われたのが最初で、6月19日にはリック天文台のシェーン望遠鏡、6月20日に中国科学院国家天文台興隆観測所の2.16m望遠鏡、6月21日にカナリア大望遠鏡、6月22日にヒマラヤ・チャンドラ望遠鏡によって行われている。ハワイ大学2.2m望遠鏡や、ウィリアム・ハーシェル望遠鏡も、早期から分光監視観測を実施し、GROWTH観測網の望遠鏡群も参加している。初期のスペクトルは、非常に高温の黒体放射連続光スペクトルに、非常に幅が広く浅い成分が1つ重なった、特徴に乏しいスペクトルであり、幅が広いスペクトル線のIc型超新星（Ic-BL型超新星）を想起させるようなスペクトルであったので、AT2018cowもIc-BL型超新星ではないかと考えられ、SN 2018cowという超新星名でも呼ばれるようになった。しかし、6月24日にリヴァプール望遠鏡で取得されたスペクトルでは、Ic-BL型超新星の根拠であった幅が広いスペクトル成分が消失し、この分類に疑問符が付いた。更に、7月8日に北欧光学望遠鏡が行った分光観測では、ヘリウム原子・イオンに由来する成分が発見され、ヘリウム成分がみられないはずのIc型超新星との違いが明らかになり、Ib型超新星であると考える天文学者も現れた。

#### X線・遠紫外線
2018年6月13日から発見当日の6月16日まで、インドの天文観測衛星アストロサットの硬X線撮像装置CZTIが取得したデータでは、硬X線での突発現象は確認できなかった。国際宇宙ステーションの全天X線監視装置のガススリットカメラも、5月1日から6月14日までの観測で、該当天域からのX線を検出していない。中国の硬X線変調望遠鏡（HXMT）『慧眼』の観測データでも、発見時刻の前後100秒で、顕著な信号は検出されていない。しかし6月19日に、ニール・ゲーレルス・スウィフトのX線望遠鏡XRTを向けたところ、X線が検出された。ガンマ線天文衛星INTEGRALやX線観測衛星NuSTARによる観測も行われ、6月下旬には強い硬X線が検出されていたが、7月上旬になると硬X線強度が低下し始めたとわかった。
AstroSatでは、2018年7月3日に紫外線撮像装置UVITによる観測も行っており、172nmを中心とする波長帯で、この時点でも17.6等の明るさを保っていたことが確認されている。

#### ガンマ線
γ線での観測は、ニール・ゲーレルス・スウィフトのバースト警報望遠鏡BATが、発見当日、及びその翌日と6日後に観測を行っていたが、速報では信号の検出はなかった。フェルミガンマ線宇宙望遠鏡のGRB監視装置GBMでも、2018年6月12日から6月16日の発見直前までの観測データが確認されたが、AT2018cowに対応するγ線は検出されていなかった。INTEGRALの全天監視装置では、6月12日から6月17日の間にGRBと思しき信号を2度検出したが、AT2018cowの方向からではないと考えられる。メキシコの高高度水チェレンコフ天文台でも、6月13日から6月23日までAT2018cowに対応する方向からのTeV帯γ線に起因する信号は、検出されなかった。また、フェルミの大面積望遠鏡LATが、6月19日から6月26日に取得したデータでも、100MeV以上のγ線放射は検出されなかった。7月3日から7月5日にかけて、H.E.S.S.望遠鏡群でもAT2018cowの天域でγ線源を探す観測が行われたが、検出されなかった。γ線の発生を見逃している可能性もあるが、総じてGRBと考えられる観測的な証拠はみられていない。
ただし、スウィフトのBATのデータは、8日間区切りで総合すると、明らかに検出したとはえいない水準ではあるが、発見から8日間は弱いγ線が放射されていたと捉えられる値を示し、これはNuSTARの観測結果から予想されるものと整合する。

#### 電波
フランスのミリ波干渉計NOEMAは、2018年6月20日に観測を開始し、90GHzの周波数帯で6mJy程度の電波を検出した。6月22日には、マラード電波天文台の大型干渉計AMI-LAが、15.5GHzの周波数帯で0.5mJy程度の電波を検出。マウナケア天文台群のサブミリ波干渉計（SMA）では、発見の5日後からミリ波とサブミリ波による監視が行われ、これはAT2018cowの最も長期で密な追観測の一つとなっている。SMAの観測で、AT2018cowにおいて、突発天体でミリ波が増大する過程を世界で初めて観測することに成功した。6月26日から7月3日にかけては、オーストラリアコンパクト電波干渉計（ATCA）による観測が多数行われ、複数の周波数帯で電波を検出、5.5GHz、9GHz、34GHzで後から観測した方が電波が強くなっていることを示した。7月3日と4日には、e-MERLINでも観測が行われ、ATCAの結果と整合する電波が検出された。8月12日には巨大メートル波電波望遠鏡も観測を行い、この時点でも比較的強い電波を検出した。
また、VLBIによる位置天文学的な観測も行われており、7月8日のアメリカ国立電波天文台のVLBA及びエフェルスベルク電波望遠鏡を使った観測では、e-MERLINが求めたAT2018cowの赤経・赤緯をより高い精度で決定した。9月18日に、ヨーロッパVLBIネットワークによって行われた観測で求めた座標も、VLBAとエフェルスベルクが求めたものと一致した。

#### サブミリ波
サブミリ波では、ジェームズ・クラーク・マクスウェル望遠鏡での観測が2018年6月22日に行われ、複数の波長で検出された。SMAによる観測では、サブミリ波でも明るくなったことがわかった。また、発見から14日後、22日後、23日後にはALMAでの観測も行われ、テラヘルツに近い高周波帯での検出にも成功した。ALMAでは、11日後と17日後に偏光観測も行われ、放射スペクトルピーク前後で微弱な偏光特性を測定することに成功した。偏光特性の結果は、高密度、強い磁場の環境下でAT2018cowが発生していることを示唆しており、潮汐破壊現象ではなく、超新星後を起源とする説で説明できる。

## 特徴
当初、激変星や超新星と予想されていたAT2018cowだが、観測データが揃ってくるにつれて、これまでみたこともないような特徴を複数有していることが明らかになった。
まず、AT2018cowは非常に明るい。推定されるAT2018cowの絶対等級は-21.8等で、重力崩壊型超新星の平均的な絶対等級は-17等とされるので、AT2018cowの方がずっと明るい。AT2018cow以上の明るさになるのは、一部のIIn型超新星と極超新星くらいのものである。
光度曲線も異常である。光度曲線から推定されるAT2018cowの発生時刻は、発見時刻の1.1日前とされ、光度極大となったのは発見の1.5日後のことである。発生から極大まではおよそ2.5日、極大光度の半分の明るさから極大に到達するまではおよそ1.5日しか掛かっていない。極大後に暗くなるのも非常に速く、極大光度の半分の明るさまで、およそ3日で減光した。この変化の速さは、これまでによく観測されているどの突発天体とも似ていない。その後の光度曲線は、明るさが単調に減少するものとなっているが、これも重力崩壊型超新星であれば、一旦下げ止まり（プラトー）がみられたり、第2の極大が現れたりするのが通例で、それとは全く似ていない。どんどん暗くなったAT2018cowは、発見の25日後には、同時期の典型的な重力崩壊型超新星より暗くなった。
一方、電波やX線での光度曲線はそれと異なり、最初の20日間は僅かしか減衰せず、その後減衰が速くなったことが示されている。電波の周波数によっては、減衰するどころか、1ヶ月後まで強くなっていたものもある。また、X線の強度は10日目以降振動している様子もみてとれる。
それから、近紫外線・可視光のスペクトルにも、みたことがないような特徴が表れている。極大付近で観測されたスペクトルは、非常に青い黒体放射のスペクトルで、スペクトル線がみられなかった。唯一、極大直後から非常に浅く非常に幅が広い成分が一つ現れ、この成分がIc-BL型超新星でみられる鉄イオンの成分を連想させることから、初期にはAT2018cowはIc-BL型超新星に分類された。しかし、この成分は発達することなく数日で消滅してしまった。その後、2週間から1ヶ月後にかけて、ヘリウムや水素などの弱いスペクトル線が現れた。ヘリウムの線が見えた時点で、AT2018cowはIb型超新星ではないかと考えられたが、水素の線もみえているので、敢えて超新星の中で似たスペクトルを探すとすれば、IIn型超新星となる。このようなスペクトルの時間変化も、既知の突発天体ではみたことがないものである。
スペクトルから推定した、AT2018cowの極大時の温度は、およそ30,000Kと非常に高温だが、AT2018cowが変わっているのはその後の変化で、高温状態がとても長く続いた。極大後に温度は低下していったが、20日後でもまだおよそ17,000Kの高温を維持し、しかもそこで一旦下げ止まった。また、この変化を基に光球（光学的に厚い層）が広がる速さと大きさを見積もったところ、極大付近では速さが光速の1割を超え、大きさも10AU水準となっていた。数日後でも速さはおよそ16,000km/s、2週間後にはおよそ3,000km/sまで減速した。一方、この間光球の大きさはほぼ一定、少なくとも膨張しているようにはみえなかった。
AT2018cowの大まかな特徴は、AT2018cowを発見したATLASの他、パンスターズやASAS-SN、ケプラー宇宙望遠鏡といった深くて高頻度の新しい掃天観測によっていくつか見出された、急速に変化する高光度で青色の突発天体の仲間であることを示唆する。過去に発見されたそのような突発天体は、皆とても遠方の銀河で生じたもので、詳しい性質を調べることができなかった。しかし、AT2018cowは2億光年という、宇宙論的には至近距離でみつかったため、詳細な観測を行うことができた。これ程近傍でAT2018cowが発見されたという事実は、AT2018cowのような現象が、これまで確認されなかっただけで、宇宙で必ずしもまれな現象ではないことを示唆する。

### AT2018cowの正体
上記のような、AT2018cowの観測的な特徴を踏まえて、それを説明できるAT2018cowの正体が何か、幾つかの仮説が立てられている。

#### 超新星
テキサス工科大学を中心に、ニール・ゲーレルス・スウィフトのXRTによる追観測を集中的に行ったグループは、AT2018cowを超新星と仮定して、観測結果の検証を行っている。特に、観測開始の1週間後から顕著にみられるX線強度の変動に着目し、前駆天体が間欠的に大量の質量放出を起こして形成された星周物質の殻と、爆発による衝撃波が、相互作用を起こした結果と考えた。この場合、質量放出を起こした前駆天体は、高光度青色変光星（LBV）に類する恒星との整合性が高い。LBVの最期は、超新星と考えられる。
一方、光度曲線、特にその時間尺度と、スペクトルの成分及び時間変化は、既知の超新星のものとは合わない。また、超新星の標準的な理論に沿って、観測結果を解釈しようとすると、エネルギー源となる、放射性崩壊を起こすニッケル（56Ni）の質量が、爆発によって放出された全物質の質量より1桁多くなければならない、という矛盾が生じる。

#### マグネター
磁場が非常に強く高速で自転するマグネターが、超新星残骸に作用すると、超新星の光度曲線がかなり明るくなり、マグネターを生む超新星は、超新星の中でも極度に明るいと考えられている。発見者であるATLASチームを中心とするグループは、AT2018cowがマグネター形成現象とする仮説によって、光度曲線と極大光度を計算し、特定の条件下では観測された光度曲線の急増光部分を説明でき、放出された質量も矛盾がないことを示した。
しかし、マグネターを形成する前駆天体は、水素もヘリウムもほぼ失った状態と考えられるため、観測されたスペクトルとは一致しない。星周領域に元から存在した水素やヘリウムとの相互作用も、スペクトル線の輪郭からすると、違うと思われる。

#### 潮汐破壊現象
光度曲線とスペクトルの特徴が、超新星よりもよく合致する現象として、ブラックホールによる潮汐破壊現象（TDE）が考えられる。ただし、過去にみつかっているTDEは、最も高速なものでもAT2018cowより1桁長い時間尺度で進行する現象で、AT2018cowの変化の速さは異例。そこで、観測された増光・減光の速さを説明できるような、TDEの条件を検証した結果、二つの仮説が提唱されている。一つは、質量が太陽の1万倍程度の中間質量ブラックホールに、太陽程度の質量の恒星が破壊されたTDEである、とするもの。もう一つは、質量が太陽の10万倍から100万倍のブラックホールに、低質量の白色矮星が破壊されたTDEである、というものである。
太陽型星のTDE説は、GROWTHなどのグループが、TDEの理論と紫外線・可視光の光度曲線との比較から導き出したもので、紫外線・可視光で急速に変化する明るさをよく説明する。ただし、ブラックホールの質量が低めなので、エディントン光度では観測されたAT2018cowの明るさに届かない。AT2018cowの可視光での放射は、黒体放射が支配的なので、ジェットのように収束した光を観測したことで、見かけの光度が高くなったと解釈するのも難しく、この説では追加の熱源を考える必要があるかもしれない。
一方、白色矮星のTDE説は、ニール・ゲーレルス・スウィフトのUVOTチームを中心とするグループが、光球の大きさや光度を基にTDEの理論から導いたものである。白色矮星のようなコンパクト天体であれば、TDEが小さな領域で集中して起こるため、主系列星よりも急速に巨大な光球を形成できるとされる。スペクトルも考慮すると、質量が太陽の2割以下のヘリウム白色矮星がTDEで破壊されたとすると、既存の理論では観測を最もよく説明できるとみられる。
太陽型星にしろ白色矮星にしろ、AT2018cowが発生した位置が、母銀河の銀河核から遠く離れている点は問題である。銀河核であれば、超大質量ブラックホールが存在することが一般的だが、この位置で想定されるのは、星団の中心に存在する中間質量ブラックホールである。しかし、星団の中では通常、星間物質が少ない一方で、AT2018cowは密度が高い物質に囲まれた中で起きたと考えられるため、整合性がとれない。
ALMAでの偏光観測の結果は、高密度、強い磁場の環境下でAT2018cowが発生していること示しており、潮汐破壊現象ではなく、超新星後を起源とする説で説明できる。

### 中心の「エンジン」
SMAによるミリ波・サブミリ波での集中的な追観測を行っていた、カリフォルニア工科大学を中心としたグループは、ミリ波とX線が、可視光などとは違って長期間一定に近い強度を保っていたことを明らかにし、爆発現象そのものとは別に、中心にそれらの放射を支える機関、つまりエンジンのようなものが必要になる、とした。TDEでは元々中心にブラックホールが存在するが、超新星であれば、爆発後に形成されるブラックホール又は中性子星がエンジンで、そのようなコンパクト天体が誕生した瞬間を史上初めてとらえた観測である可能性がある。
また、ノースウェスタン大学のラファエラ・マルグッティ（Raffaella Margutti）らのグループも、独立に中心のエンジンの必要性を発見。更に、これを踏まえてあらゆる波長域の電磁波での観測結果を分析した結果、AT2018cowの正体について、二つの仮説が最も蓋然性が高いと提唱した。一つは、超新星の前駆天体としては低質量の恒星が、電子捕獲型超新星となってマグネターを形成した、とする説。もう一つは、青色超巨星が最期を迎えたが、降着が強すぎて衝撃波が抑え込まれ、大爆発を起こさずにブラックホールを形成する"Failed Supernova"と呼ばれる超新星になった、とする説である。